# ألفريد هارمسورث
ألفريد تشارلز ويليام هارمسورث (بالإنجليزية: Alfred Charles William Harmsworth) (عاش بين 15 يوليو 1856 في دبلن - 14 أغسطس 1922 م في لندن) أحد النبلاء الإنجليزيين ومن ملاك الصحف الإخبارية الناجحين.
نشأ هارمسورث فقيرا واشتغل كصحافي حر في بداياته. بعد تلقيه تعليما في مدرسة ستامفورد، استطاع ألفريد أن يصعد في مهنته حتى أصبح محررا لعدد من الصحف المختلفة، ثم قرر بعدها أن ينشأ صحيفته الخاصة به والتي أطلق عليها اسم «أجوبة للمراسلين» في البداية، ثم اختصر الاسم إلى «أجوبة». كانت هذه الصحيفة تصدر إسبوعيا وتحتوي على معلومات من مجالات مختلفة. ونتيجة لموهبته في معرفة ذوق العامة، لاقت صحيفة هارمسورث نجاجا لا بأس به، ثم شاركه أخوه هارولد والذي ساعد في تقدم الصحيفة بمهاراته في إدارة الأعمال. ثم ما لبث ألفريد أن أنشأ عدد من الصحف الدورية غير المكلفة.

## روابط خارجية
- ألفريد هارمسورث على موقع الموسوعة البريطانية (الإنجليزية)